# برد ویتفورد
برد ویتفورد (انگلیسی: Brad Whitford؛ زادهٔ ۲۳ فوریهٔ ۱۹۵۲) یک نوازنده گیتار اهل ایالات متحده آمریکا است. وی از سال ۱۹۷۰ میلادی تاکنون
مشغول فعالیت بوده‌است. وی عضو گروه موسیقی هارد راک، اروسمیث می‌باشد
نوازندهٔ گیتار الکتریک گروه در ابتدا ری تَبَنو (Ray Tabano)، دوست دوران کودکی تایلر بود، اما در سال ۱۹۷۱ برد ویتفورد (Brad Whitford) جانشین تبنو شد.